# Achille Liénart
Achille Gustave Louis Joseph Liénart (7. února 1884, Lille – 15. února 1973, Lille) byl francouzský římskokatolický duchovní, biskup lillský a kardinál. Jeho život byl úzce spjat s městem Lille a tamní diecézí.

## Život
Achille Liénart se narodil v roce 1884 v Lille v departementu Nord jako jedno ze čtyř dětí dítě v katolické rodině, jeho sourozenci se jmenovali Anna, Marie-Thérèse a Maurice. Jeho otcel se jmenoval Achille Philippe Hyacinthe Liénart a matka Louise Delesalle. Vystudoval filosofii v Lille na jezuitské koleji a v Issy-les-Moulineaux vstoupil do semináře. V roce 1903 dokončil základní vojenskou dvouletou službu. Poté studoval na Katolickém institutu v Paříži, roku 1906 obdržel jáhenské svěcení a v roce 1907 byl vysvěcen na kněze.
Působil ve farnostech cambraiské arcidiecéze, která byla hlavou tehdejší (do roku 2002) cambraiské církevní provincie. Dne 25. října 1913 byl inkardinován do lillské diecéze (lillská diecéze byla v roce 2008 povýšena na metropolitní arcidiecézi a zároveň byla nově vytvořena lillská církevní provincie). Papež Pius XI. jej 6. října 1928 jmenoval biskupem lillským a svěcení obdržel 8. prosince 1928.
Kardinálskou kreaci obdržel 30. června 1930 ve třídě kardinál-kněz. Byl řádovým prelátem a nositelem duchovního velkokříže Vojenského a špitálního řádu sv. Lazara Jeruzalémského. Dne 13. listopadu 1954 byl jmenován prvním prelátem Mission de France. Na tento úřad rezignoval v listopadu 1964 a na úřad lillského biskupa v červnu 1968. Zúčastnil se druhého vatikánského koncilu jako církevní otec. Patřil k velkým zastáncům modernistických myšlenek, a zároveň se objevily spekulace, zda nepatřil ke svobodným zednářům. Zemřel jako emeritní biskup lillský dne 15. února 1973.

## Galerie

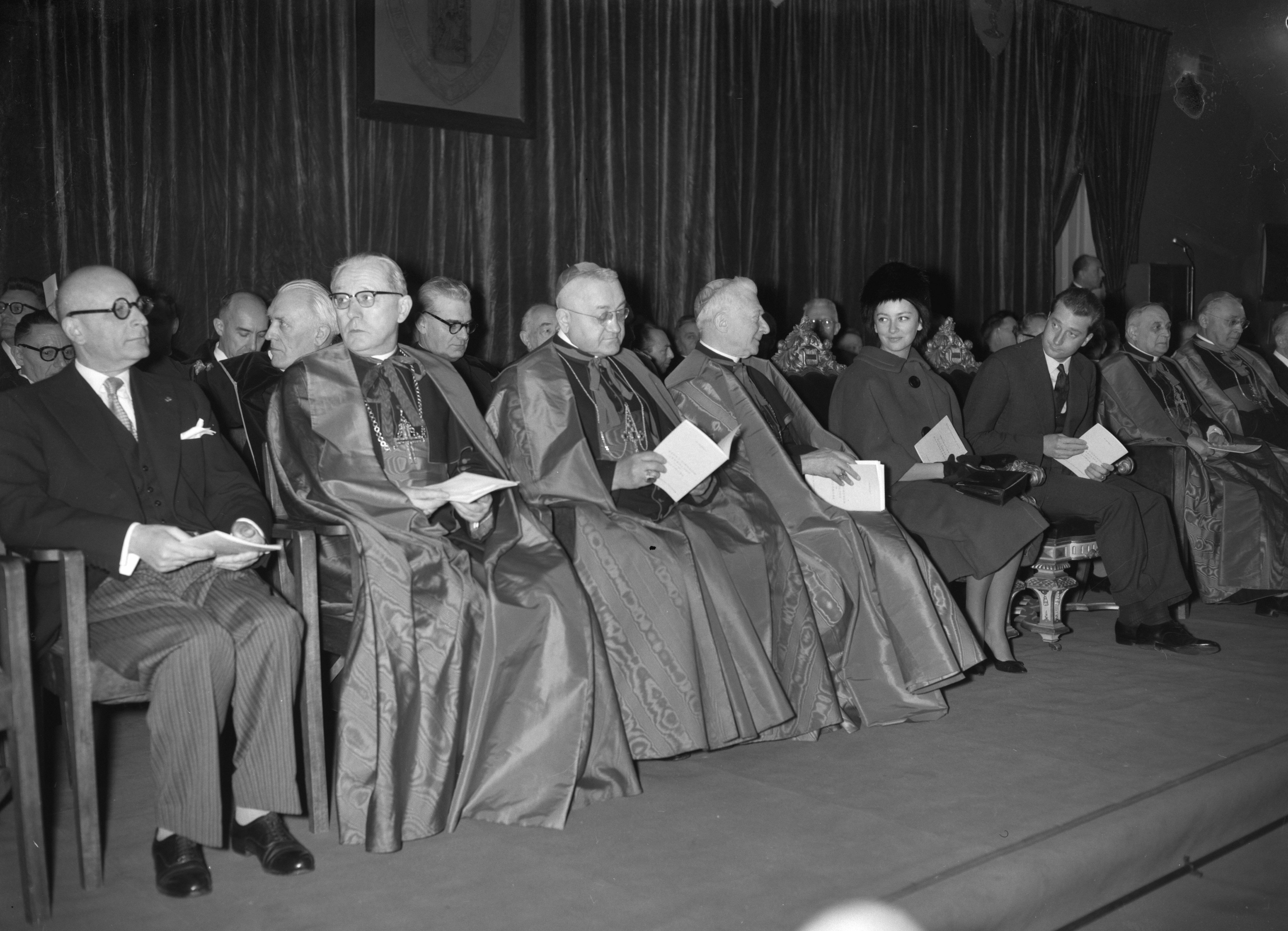
Udělování čestných doktorátů univerzitou v Lovani, zleva kardinál Alfrink, kardinál Roberto, kardinál Liénart, Paola Belgická, Albert II. Belgický (únor 1961)
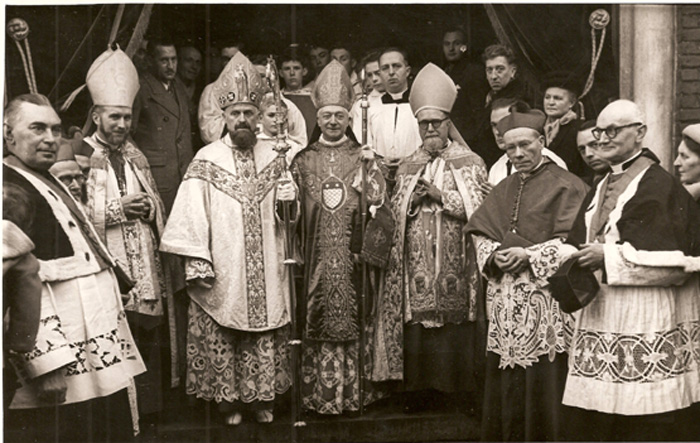
Biskupské svěcení Mons. Orchiese, zleva: Mons. Marcel Lefebvre (1. spolusvětitel), Mons. Emile Orchies, kardinál Liénart (hlavní světitel), Mons. Paul Biéchy (2. spolusvětitel), Mons. Henri Dupont (pomocný biskup lillský)
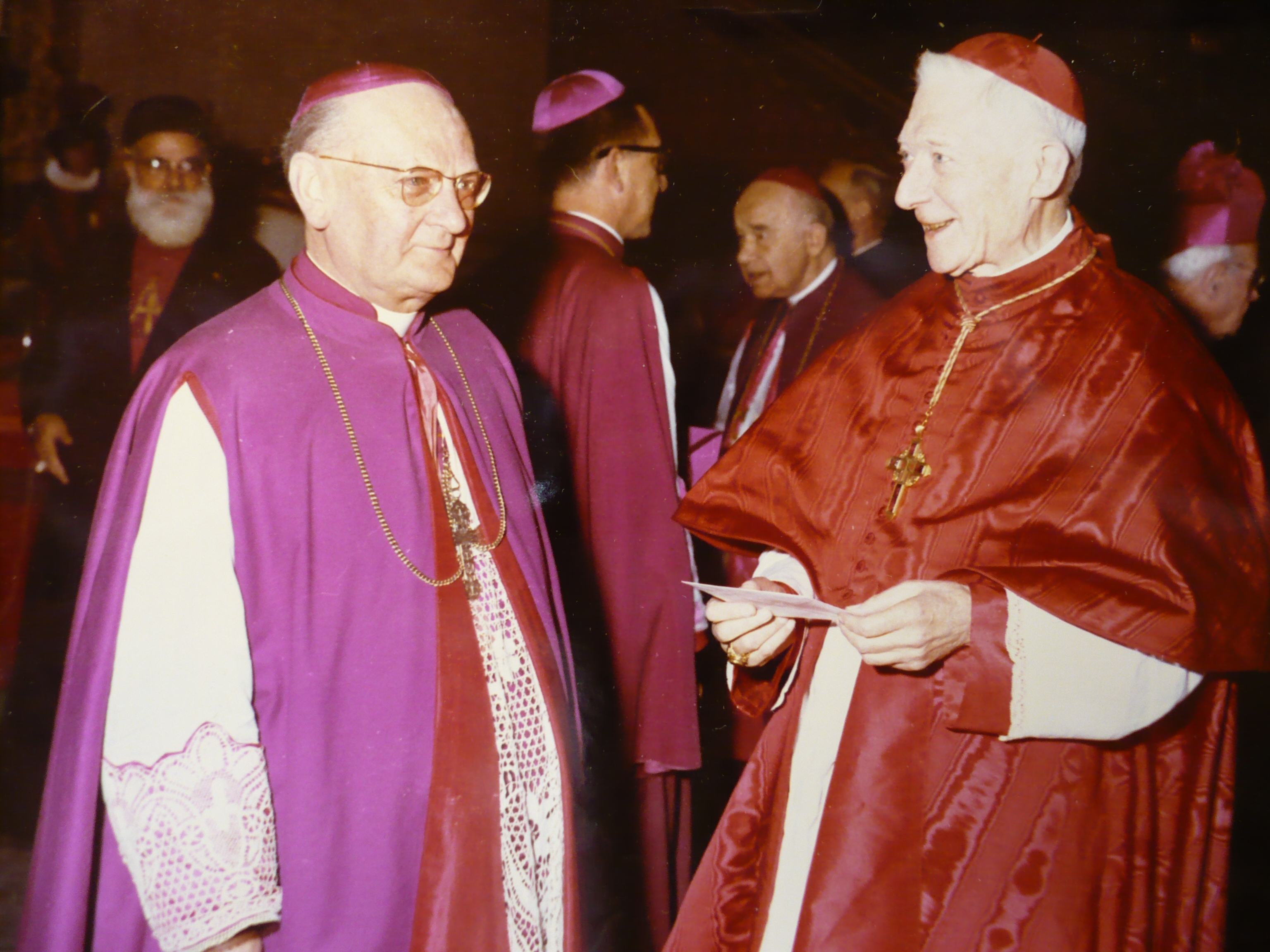
Arcibiskup Dubois (vlevo) a kardinál Liénart během druhého vatikánského koncilu